# Dürneibach

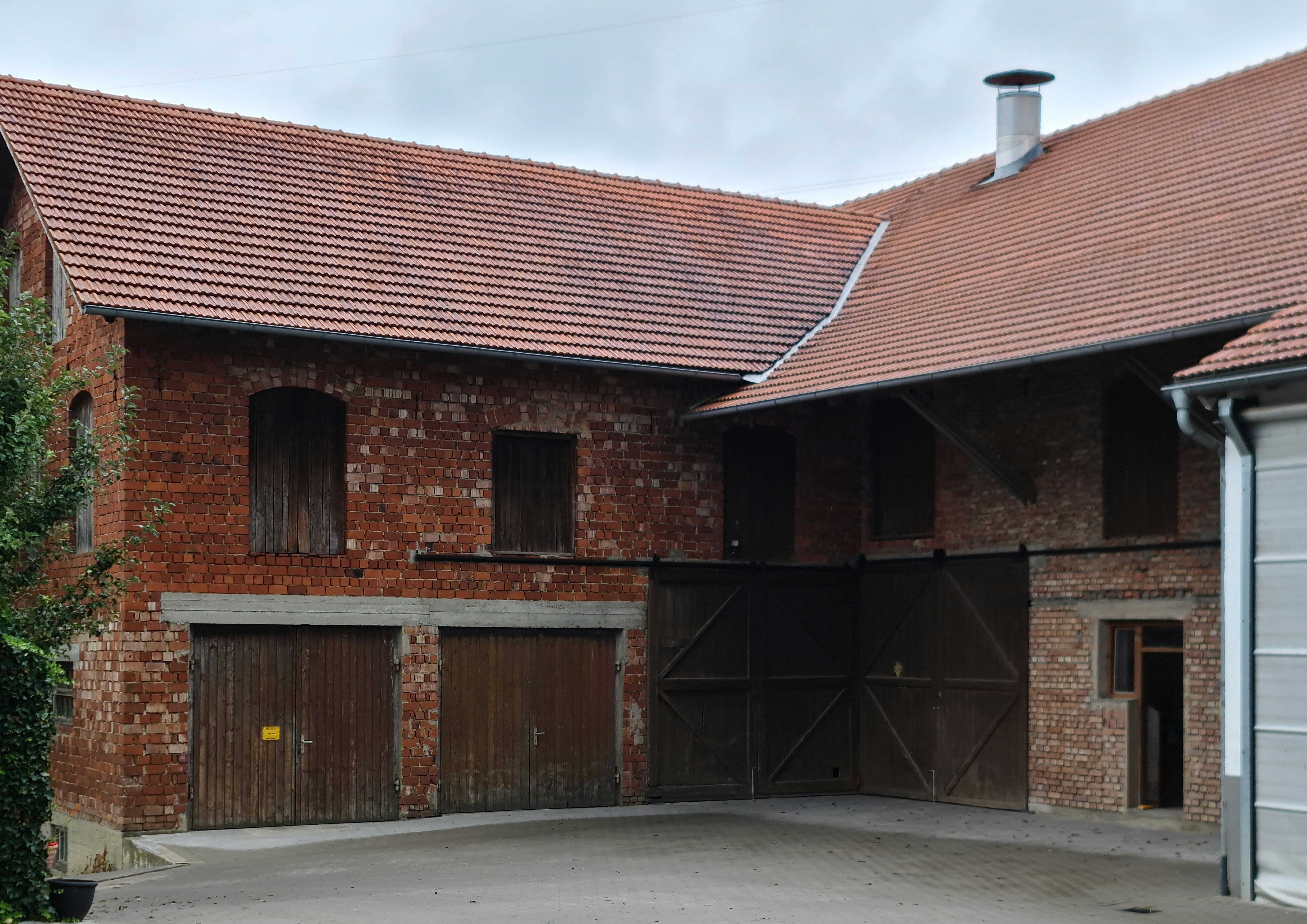
Dürneibach 8, Wirtschaftsteil

Das Dorf Dürneibach ist ein nordwestlicher Gemeindeteil der Stadt Dorfen im bayerischen Landkreis Erding. Bis zur Gebietsreform im Jahr 1972 gehörte der Ort zur Gemeinde Zeilhofen.
Der Ort liegt wenige hundert Meter östlich von dem wenig größerem Kirchdorf Landersdorf entfernt und befindet sich nördlich neben der St 2084 von Dorfen nach Freising. In dem Dörfchen das etwa 50 Einwohner zählt liegt ein Getreide-/Maisverarbeitungsbetrieb. Ab der Mitte des 16. Jahrhunderts gehörte der Ort, der ursprünglich Thürneybach hieß, zu den Gütern des Schlosses Zeilhofen. Mit Thomas Bauer (* 29. Dezember 1753; † 5. Januar 1790) hat das Dorf den damaligen Kurat und Ökonom des Dorfener Priesterhauses hervorgebracht, seine Priesterweihe war am 18. September 1784. Im Rahmen des bayerischen Gemeindeedikt von 1818 wurde die Hofmark Zeilhofen, zu der Dürneibach gehörte, aufgehoben und mit Nachbargebieten zur Gemeinde Zeilhofen zusammengefasst. Von dem Ort führt ein Weg zu der nordöstlich gelegenen Bründlwallfahrts-Silverakapelle.